# Даунтонска опатија (6. сезона)
Шеста, уједно и последња сезона британске драмске ТВ серије Даунтонска опатија броји 8 регуларних епизода и божићни специјал, који је уједно и финале серије. Регуларне епизоде су емитоване од 20. септембра до 8. новембра 2015. године, а финале 25. децембра 2015. године. Просечна гледаност шесте сезоне у УК износила је 10,42 милиона гледалаца.

## Радња
У шестој сезони, која покрива 1925. годину, у Даунтонској опатији се поново јављају промене како се средња класа диже, а више банкротираних аристократа су присиљени да продају своје велике поседе. Даунтон мора учинити више да осигура свој будући опстанак — сматра се смањење броја запослених, што присиљава Томаса да тражи посао негде другде. Рита Беван, собарица у хотелу у ком је леди Мери спавала са лордом Гилингамом, почиње да уцењује Мери да ће рећи свима истину, међутим Роберт успева да среди ствар. Идит се више посвећује вођењу свог часописа. Вајолет и Изобел улазе у још један сукоб, док се разматра преузимање власти у локалној болници.
У међувремену, Ана пати од учесталих побачаја. Леди Мери је одводи до специјалисте који дијагностикује стање које се може излечити и Ана поново затрудни. Господин Карсон и госпођа Хјуз се не слажу око тога где да одрже венчање, али на крају одлучују да га одрже у школи, што љути леди Мери која је инсистирала да се венчају у Даунтону. Током венчања, Том Брансон се поново појавуљује са Сиби, вративши се у Даунтон заувек. Којл, који је изманипулисао Бакстерову на крађу на претходном послу, осуђен је након што су она и други сведоци наговорени да сведоче. Након што госпођа Дру киднапује Мариголд, Друови напуштају фарму. Дејзи је убедила Тома да замоли лорда Грантама да да њеном свекру, господину Мејсону, станарско право.
Роберт пати од готово фаталне здравствене кризе. Његов чир се распрсне и он одлази у болницу на хитну операцију. Операција је успешна, али Мери и Том морају преузети управљање Даунтоном. Вереница Ларија Мертона, Амелија, охрабрује лорда Мертона и Изобел Кроли да обнове своју веридбу, али Вајолет с правом сумња да Амелија жели да Изобел преузме бригу о болесном лорду Мертону. Дејзи и господин Моузли имају високе оцене на својим недавно положеним академским испитима. Моузли је био толико успешан да му је понуђено место учитеља у школи. Мери се поново сусреће са Хенријем Толботом, који јој признаје да је заљубљен у њу. Она га касније одбија, неспособна да живи са сталним страхом да би могао бити убијен у ауто трци и због чињенице да није племићког порекла. Берти Пелхам са којим се Идит зближила је проси, али она оклева да прихвати због Мариголд. Вајолет нагло одлази на дугачко крстарење да би повратила своју смиреност јер је Кора преузела њено место у болници.
Берти Пелхам неочекивано наслеђује свог другог рођака као маркиза, сели се у дворац Бранкастер, а Идит прихвата да се уда за њега, под условом да ће и Мариголд живети са њима, ипак му не говорећи да је то заправо њена ћерка. Љубоморна Мери током доручка говори Бертију да је Мариголд Идитина ћерка, због чега Берти одлази. Том се суочава са Мери због њене злобности и њених истинских осећаја према Хенрију и убеђује је да му призна да га воли. Мери и Хенри се потом мире и венчавају. Очајни Томас покушава самоубиство, а спасава га Бакстерова, узрокујући Роберта и господина Карсона да преиспитају Томасову даљу позицију у Даунтону. Мери се извињава Идит и оне се мире. Мери организује састанак изненађења Идит и Бертију, а Берти је поново проси. Идит прихвата. Томас проналази посао батлера и напушта Даунтон, али је несретан на новој позицији.
Лорду Мертону дијагностикује се стална пернициозна анемија и Амелија брани Изобел да га виђа. Уз Вајолетину помоћ, Изобел улази у кућу Мертонових и објављује да ће одвести лорда Мертона и удати се за њега, на његово задовољство. Лорд Мертон је касније исправно дијагностикован са нефаталном анемијом. Хенри и Том отварају продавницу половних аутомобила, док Мери објављује да је трудна. Моузли прихвата посао учитеља за стално и он и госпођица Бакстер обећавају једно другом да ће се и даље виђати. Дејзи и Енди коначно признају своја осећања једно другом. Карсон сазнаје да има парализу и мора се пензионисати. Лорд Грантам предлаже да се Томас врати као батлер, са господином Карсоном у улози надзорника. Идит и Берти се венчавају на новогодишње вече. Ана се порађа током пријема, те она и Бејтс постају родитељи здравог сина. Серија се завршава годишњом прославом Божића у Даунтону, где Вајолет и Изобел разговарају о променама које им будућност носи.

## Улоге

### Главне улоге

#### Породица Кроли
- Хју Боневил као гроф Роберт Кроли, лорд од Грантама
- Елизабет Макгаверн као грофица Кора Кроли, леди од Грантама
- Меги Смит као грофица Вајолет Кроли
- Мишел Докери као леди Мери Кроли
- Лора Кармајкл као леди Идит Кроли
- Пенелопи Вилтон као Изобел Кроли
- Ален Лич као Том Брансон

#### Послуга
- Џим Картер као Чарлс Карсон
- Брендан Којл као Џон Бејтс
- Џоана Фрогат као Ана Бејтс
- Роб Џејмс Колијер као Томас Бароу
- Кевин Дојл као Џозеф Молзли
- Филис Логан као Елси Хјуз
- Софи Макшера као Дејзи Мејсон
- Лесли Никол као Берил Патмор
- Ракел Касиди као Филис Бакстер
- Мајкл Фокс као Енди Паркер

#### Остали
- Дејвид Роб као др Ричард Кларксон
- Метју Гуд као Хенри Толбот
- Хари Хејден Пејтон као Берти Пелхам

### Епизодне улоге
- Саманта Бонд као леди Розамунд Пејнсквик
- Антонија Бернат као Лора Едмондс
- Мајкл Кохрејн као Алберт Травис
- Пол Копли као господин Мејсон
- Себастијан Дан као Чарли Роџерс
- Пол Патнер као господин Скинер
- Даглас Рит као лорд Мертон
- Џереми Свифт као Септимус Спрат
- Су Џонстон као Гладис Денкер
- Фиби Спароу као Амелија Крукшанк
- Ричард Теверсон као др Рајдер
- Харијет Волтер као леди Шакелтон
- Хауард Вард као наредник Вилис

### Гостујуће улоге
- Никола Барли као Рита Беван
- Филип Батли као Џон Хардинг
- Роуз Лесли као Гвен Досон Хардинг
- Мет Барбер као Атикус Алдриџ
- Лили Џејмс као леди Роуз Маклер Алдриџ
- Питер Иган као Хју „Шримпи” Маклер, маркиз од Флинтшира
- Ендру Скарбороу као Тим Дру
- Ема Лаундес као Марги Дру
- Џејмс Грин као сер Мајкл Стајлс
- Патрисија Хоџ као Миранда Пелхам

## Епизоде
| 44 | 1 |  | Мајнки Спајро | Џулијан Фелоуз | 20. септембар 2015. | 10.32 |
| Април 1925. Велике промене предстоје. Роберт предвиђа да ће морати да смањи трошкове и смањи број особља, забринувши господина Карсона. Госпођа Хјуз моли госпођу Патмор да испита господина Карсонa да ли очекује „потпун брак”, тачније, жели да зна да ли очекује да буду физички интимни. Локалној болници прети преузимање од стране веће жупанијске болнице, а одбор болнице је подељен око одлуке — Вајолет је против, а Изобел је за. Рита Беван, бивша собарица у хотелу у којем су спавали леди Мери и лорд Гилингам, покуша да уцени Мери откривањем њихове тајне. Мери одбија да јој плати, али Рита се сукобљава са Робертом, који је поткупљује са 50 фунти уместо 1000 фунти које је тражила и тера је да потпише писано признање како би спречио будуће уцене. Он се диви Мериној одважности и одобрава то да наследи Тома као агента имања. Наредник Вилис обавештава Бејтса и Ану да је једна жена признала да је убила Грина и случај је затворен. Ана је узнемирена што је већ двапут побацила. Идит планира да проведе више времена у Лондону и да се више посвети часопису. Породица присуствује аукцији на суседном имању које се продаје како би се исплатила дуговања. Дејзи се неопрезно суочава са новим власником јер њен свекар, господин Мејсон, фармер закупац, може да изгуби фарму. Бивши власник каже Роберту да су велика имања попут њихових застарела, и саветује га да прода и своје имање пре него што буде прекасно. |   |  |               |                |                     |       |
| 45 | 2 |  | Мајнки Спајро | Џулијан Фелоуз | 27. септембар 2015. | 10.04 |
| Април 1925. Вајолетин и Изобелин сукоб око болнице ескалира, а Кора стаје на Изобелину страну. Мери се љути на Роберта зато што је Карсону и госпођи Хјуз за свадбу понудио салу за послугу, па им она нуди да пријем буде обављен у горњим одајама за породицу. Госпођа Хјуз инсистира на одвојеном месту које боље представља њих, што доводи до раскола између пара. Томас иде на разговор за нови посао, верујући да сви желе да он оде. Идит се жестоко свађа са господином Скинером, издавачем часописа, за ког верује да не воли све њене идеје јер је жена. Леди Мери води Ану код доктора у Лондону, који јој предлаже мању операцију током следеће трудноће како би се спречио још један побачај. Мери приликом инспекције фарме на имању са собом води свог сина Џорџа и Мариголд, што узнемирава госпођу Дру. Током вашара, она киднапује Мариголд, али је њен супруг убеђује да је врати Идит и одлучује да би најбоље било да се одселе. |   |  |               |                |                     |       |
| 46 | 3 |  | Филип Џон     | Џулијан Фелоуз | 4. октобар 2015.    | 10.04 |
| Мај 1925. Госпођа Патмор каже Кори да госпођа Хјуз није задовољна свадбеним доручком у дворани Даунтона. Кора организује састанак са породицом како би госпођа Хјуз могла да се изјасни. Кора је подржава, па се Карсон слаже са њом. Вајолет покушава да наговори Роберта да је подржи у сукобу око будућности болнице. Ствари постају гадне на састанку одбора, а изнервирана Изобел је непристојна према др Кларксону. Идит отпушта свог уредника. Срећом, она среће старог познаника, Бертија Пелхама, који помаже њој и њеним радницима да доврше издање које би требало да изађе следећег јутра. Ана је трудна. Томас одбија нову понуду за посао. Вајолетин батлер, Спрат, понаша се чудно, што Денкерова примећује. Када наредник Вилис открије да је Спратов нећак побегао из затвора, Денкерова је сигурна да му је Спрат помогао и уцењује га. Дејзи се нада да ће господин Мејсон моћи да преузме фарму Друових. Она погрешно верује да је Кора то већ средила. Господин Карсон и госпођа Хјуз се венчавају у цркви. За време свадбеног доручка у сеоској школи, Том Брансон и његова ћерка Сиби се неочекивано враћају из Бостона. Он објављује да осећа да је Даунтон његов дом и да жели да остане. |   |  |               |                |                     |       |
| 47 | 4 |  | Филип Џон     | Џулијан Фелоуз | 11. октобар 2015.   | 10.39 |
| Мај 1925. У посету долази леди Шакелтон, са својим нећаком, аутомобилистом Хенријем Толботом, који је Мери запао за око приликом посете Роуз и Атикусу. Вајолет жели подршку леди Шакелтон у сукобу око болнице, а њени аргументи омекшавају Изобел. Долази и леди Розамунд, а Даунтон посећују господин и госпођа Хардинг у вези са женским колеџом, чија је леди Розамунд повереница. Ана препознаје госпођу Хардинг као Гвен, бившу собарицу у Даунтону која је напустила службу како би напредовала у новој каријери. Томас покушава да осрамоти Гвен тако што током вечере пред породицом спомиње да је она бивша собарица. Када Гвен објашњава да ју је покојна леди Сибил охрабривала и помогла јој да пронађе посао секретарице, породица је задовољна и дирнута причом. Роберт касније кажњава Томаса због његовог понашања. Наредник Вилис тражи од Бакстерове да сведочи против човека с којим је била у вези и који ју је натерао на крађу код претходног послодавца. Она није рада за то, али пристаје након што је Молзли охрабри. Кора је наговорила Роберта и Мери да фарму изнајме господину Мејсону. Леди Мари води трудну Ану у Лондон, где доктор обавља обећану операцију, спасивши бебу. Бејтс је пресрећан кад сазна да је Ана трудна. Роберт и даље осећа бол у стомаку, али одбацује то као пробаву. Господин Карсон и његова млада, која ће и даље бити позната као госпођа Хјуз, враћају се са меденог месеца у Скарбороу и усељавају се у колибу. Идит најављује да ће унајмити жену за уредницу свог часописа. |   |  |               |                |                     |       |
| 48 | 5 |  | Мајкл Енглер  | Џулијан Фелоуз | 18. октобар 2015.   | 10.60 |
| Мај 1925. Госпођа Патмор, Дејзи и Енди помажу господину Мејсону да се усели на фарму. Енди се понуди да научи о пољопривреди, па му Мејсон уручује неколико књига како би започео своје пољопривредно образовање. Томас, кога је избегавао, примећује Ендијеву фрустрираност књигама, па му Енди признаје да је неписмен и прихвата Томасову понуду да га потајно учи. Идит ангажује Лору Едмундс за нову уредницу и започиње везу са Бертијем Пелхамом. Молзли прати Бакстерову на суђење. Карсон, навикнут на савршене оброке за послугу, прави невине али иритантне коментаре на кување госпође Хјуз, па чак пита госпођу Патмор да је научи да кува. Пролазећи једно поред другог у шетњи, Денкерова се грубо сукобљава са др Кларксоном око супротстављања Вајолет везано за болницу. Он шаље поруку жалбе Вајолет, која је брзо отпушта, али Денкерова уцењује Спрата у вези с помагањем нећаку криминалцу, да је подржи, па јој је дозвољено да остане. Вајолет убеђује министра здравља да присуствује вечери у Даунтону. Роберт изненада поврати крв преко стола за ручком, колабира и одведен је у болницу. Има рак чира и преживи операцију, али Мери говори Тому да њих двоје морају преузети управљање имањем, јер њен отац не сме да се напреже. Мери постаје сумњичава у вези Мариголд, након што чује загонетну примедбу о детету између Коре и Вајолет. |   |  |               |                |                     |       |
| 49 | 6 |  | Мајкл Енглер  | Џулијан Фелоуз | 25. октобар 2015.   | 10.31 |
| Почетак јуна 1925. Карсон и даље критикује госпођу Хјуз, на њено све веће нервирање. Чак се жали како намешта кревет и предлаже јој да од госпође Патмор добије неколико упута за кување. Одбор болнице у Даунтону одлучује да одобри спајање са Краљевском јоркширском болницом и позива Кору да буде њихов нови председник, замењујући Вајолет како би се избегле сличне ситуације у будућности. Мери одлази са Томом у Лондон, где срећу Хенрија Толбота, који их позива на трку моторним возилима. Хенри говори Мери да се заљубљује у њу. Мери и Том отварају кућу јавности на један дан како би прикупили средства за болницу. Берти предлаже Кори, Мери и Идит да буду водичи, али оне не знају пуно о историји куће и њеном садржају. Након што је сазнала да је смењена, љута Вајолет долази у Даунтон и оптужује Кору и Роберта за издајништво. Карсон испитује Томаса о његовим сусретима са Ендијем. |   |  |               |                |                     |       |
| 50 | 7 |  | Дејвид Еванс  | Џулијан Фелоуз | 1. новембар 2015.   | 10.49 |
| Јул 1925. Изобел је збуњена када добије позивницу за венчање сина лорда Мертона, Ларија и Амелије Крукшанк. Сумњичава Вајолет суочава се са Амелијом и оптужује је да сада жели да се Изобел уда за лорда Мертона само како би се бринула о њему у старости. Породица одлази на ауто-трку у којој учествује Хенри Толбот, али његов пријатељ, Чарли, гине у судару током трке. Мери је узнемирена јер је мислила да је Хенри погинуо. Касније, након вечере, Мери прима телефонски позив од Хенрија, који тражи да му одговори у вези са његовим осећањима. Она му каже да он није прави мушкарац за њу. Дејзи и Молзли полажу своје испите. Молзли их је урадио толико добро да му директор школе нуди посао. Када се од Ендија тражи да нешто прочита на мини-пикнику, открива се његова неписменост и он признаје да му је Томас помагао да научи да чита. По идеји госпође Патмор, госпођа Хјуз се претвара да је повредила руку, присиљавајући господина Карсона да кува и води домаћинство у њиховој кући. Схвативши колико су кућни послови тешки, Карсон је исцрпљен и стиче поштовање за труд своје супруге. Ноћење са доручком госпође Патмор отвара се за прве госте. Берти проси Идит, која тражи времена да размисли. По повратку у Даунтон, породица је изненађена сазнањем да је Вајолет месец дана отпутовала на југ Француске, како би се „охладила” након сукоба око болнице. Као гест добре воље, она поклања Роберту новог пса. |   |  |               |                |                     |       |
| 51 | 8 |  | Дејвид Еванс  | Џулијан Фелоуз | 8. новембар 2015.   | 11.15 |
| Август 1925. Након што његов рођак умре, Берти постаје маркиз. Роберт је одушевљен, јер је тако он погоднија прилика за Идит. Међутим, она се устручава да му каже да је мала Мариголд заправо њена ћерка. Мери то открива и како би напакостила Идит, злобно за доручком то открива Бертију, који излази напоље и каже да више не може да верује Идит. После жестоке свађе са Мери, повређена Идит одлази у Лондон, где она и њена уредница са запрепашћењем откривају да је аутор колумне „Драга Савета”, за коју се верује да је женско, у ствари Вајолетин батлер Спрат. Када се открије да су први брачни пар који је одсео у ноћењу с доручком госпође Патмор заправо прељубници, посао пропада. Како би јој помогли, Кора и Роберт одлазе тамо на чај и фотографисани су за новине. Моузли почиње да предаје у школи. Томас покуша самоубиство, али спашавају га Енди, Бакстерова и госпођа Хјуз. Мери је још увек збуњена због својих романтичних осећања према Хенрију, ког је одбила. Том је изазива и тврди да га она воли. Хенри поново зове, мислећи да га је одбила јер није племић. Том изазива Мери због њеног негативног става, а такође се Вајолет враћа из Француске да разговара са њом. Мери открива свој страх да ће Хенри погинути у саобраћајној несрећи као и њен покојни супруг Метју. Вајолет јој помаже да схвати да га заиста воли. Мери пристаје да се уда за Хенрија и посећује Метјуов гроб да му каже да ће га заувек волети. Они се брзо венчавају у сеоској цркви. Мери и Идит се мире, говорећи да ће увек бити сестре. |   |  |               |                |                     |       |
| Специјал |   |  |               |                |                     |       |
| 52 | 9 |  | Мајкл Енглер  | Џулијан Фелоуз | 25. децембар 2015.  | 11.22 |
| 29. септембар 1925 — 1. јануар 1926. Карсон не успева да послужи вечеру јер му се руке тресу, патећи од неодређене наследне болести. Томас налази нови посао у кући старијег брачног пара са само још 2 члана послуге, али тамо је несрећан. Идит нуди Спрату да се његова колумна прошири на читаву страницу часописа. Денкерова открива Спратову тајну и покуша да му смести отказ откривајући га грофици Вајолет, али она говори да је колумна забавна и задржава га. Господин Молзли напушта службу како би се потпуно посветио предавању у школи. На растанку, он и Бакстерова коначно признају љубав једно другом. Лорд Мертон каже Изобел да пати од анемије, али и даље жели да је ожени. Осећајући да је његова смрт близу и њен губитак контроле, његова окрутна снаја Амелија спречава Изобел да га виђа. Огорчена Вајолет се умеша и он одушевљено пристаје да ожени Изобел. Енди се заљубљује у Дејзи, која је незаинтересована, али јој се он постепено све више допада. На крају одлучи да живи на фарми са њим и господином Мејсоном. Роберт каже Кори колико је поносан након што ју је гледао како председава састанком у болници. Мери уговара Идит да вечера са Бертијем, који је поново проси и она прихвата. У дворцу Бранкастер, како би Идит и Берти објавили веридбу, Кролијеви упознају Бертијеву моралистичку мајку Миранду. Идит јој говори о томе да је родила незаконито дете, Мариголд, победивши госпођу Пелхам својом искреношћу. Хенри и Том заједно улазе у посао продаје аутомобила, а Мери говори Хенрију да је трудна. Идит и Берти се венчају у новогодишњој ноћи и одлазе на медени месец. Др Кларксон обавештава лорда Мертона да има само благи облик анемије. Током новогодишњег пријема, Ана се изненада порађа и рађа здравог сина. Карсон схвата да ће га болест на крају спречити да обавља своје дужности батлера и подноси оставку. Роберт невољно прихвата и предлаже да се Томас врати као батлер, са Карсоном у улози надзорника. Вајолет прихвата да је Кора преузела њен положај у породици и оне се мире. Серија се завршава тако што Изобел и Вајолет причају о променама које им будућност носи. |   |  |               |                |                     |       |